# Martinus van Toulon

Martinus van Toulon (1736-1818)

Martinus van Toulon (Gorinchem, 12 februari 1736 – Gouda, 25 maart 1818) was burgemeester en baljuw van Gouda en leider van de patriottische beweging.
Van Toulon, zoon van de predikant Ludovicus van Toulon en Alida Maria de la Coste, studeerde rechten aan de Rijksuniversiteit Leiden, waar hij in 1752 als student werd ingeschreven. In datzelfde jaar 1752 werd hij poorter van Gouda. In 1757 promoveerde hij aan de Universiteit van Leiden. Hij trouwde in 1764 te Gouda met Adriana Maria van Eijck, telg van een vooraanstaand Gouds regentengeslacht, dochter van de Goudse regent en latere burgemeester mr. Vincent van Eijck.
Al voor zijn huwelijk was Van Toulon lid geworden van de vroedschap en in de periode 1762 tot 1887 vervulde hij tal van regentenfuncties in Gouda. Zo was hij onder andere van 1776-1782 en baljuw en in de jaren 1783, 1784 en 1787 burgemeester van Gouda. Hij behoorde tot het het patriottische kamp. Samen met zijn geestverwanten Cornelis de Lange van Wijngaerden en Jacob Blauw werd hij in 1787 uit het stadsbestuur verwijderd.

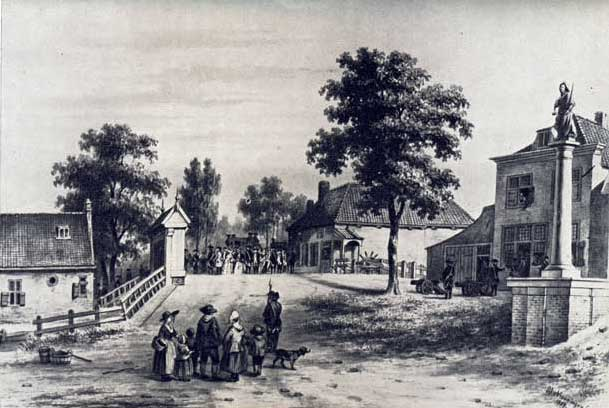
De aankomst van prinses Wilhelmina bij Goejanverwellesluis getekend door Dirk Johannes van Vreumingen (1818-1897)

Van Toulon was als lid van de tweede Hollandse defensiecommissie verantwoordelijk voor het aanhouden en terugsturen in 1787 van prinses Wilhelmina. Zij was aangehouden bij Bonrepas (aan de Vlist bij Schoonhoven) en in afwachting van antwoord uit Woerden ondergebracht in een boerderij in Goejanverwellesluis bij Hekendorp. Deze gebeurtenis vormde de directe aanleiding voor de inval van de Pruisen in Holland. De prinsgezinden namen in de weken daarop wraak en plunderden ook zijn woning. Zijn vrouw had een dag voor de plundering nog per schuit kunnen vluchten, met medeneming van hun effecten (= waardepapieren). Hij verloor zijn zetel in de vroedschap, evenals Blauw en De Lange van Wijngaerden. Op 4 maart 1788 werd de vroedschap van Gouda aangevuld met negen nieuwe regenten en verloren nog een aantal patriottisch gezinde vroedschapsleden hun zetel. Van Toulon reisde in mei 1788 samen met Van Foreest naar Brussel, maar de beide mannen keerden alweer vrij snel terug vanwege een ruzie tussen de democraten en de aristocraten.
Hij was in 1795 nog korte tijd lid van de municipaliteit, maar vervulde verder geen bestuurlijke functies in Gouda meer. Ook zijn zoon werd burgemeester van Gouda van 1815 - 1831. Deze Lodewijk van Toulon werd later voorzitter van de Tweede Kamer der Staten-Generaal (1830 - 1831) en Gouverneur van Utrecht (1831 - 1840).
- Biografisch Portaal: 07707228
- Digitale Bibliotheek voor de Nederlandse Letteren: toul003
- International Standard Name Identifier: 0000 0003 9325 4028
- Nederlandse Thesaurus van Auteursnamen: 070036829
- Parlement.com: vhfe2urfqiwx
- Virtual International Authority File: 287521167
- WorldCat: E39PBJqQvkK6p6gFhVgvJBHt8C